# Benny Lennartsson
Benny Lennartsson (* 14. Dezember 1942 in Örebro) ist ein ehemaliger schwedischer Fußballspieler, der im Anschluss an seine aktive Laufbahn vor allem in Nordeuropa als Trainer tätig war und mehrere Titel in Norwegen gewann. Seit den 1970ern ist er auch als Fußballtrainer im Einsatz.

## Werdegang
Lennartsson begann seine Fußballerkarriere in seinem Heimatort bei Örebro SK. Mit dem Klub spielte er mehrere Jahre in der Allsvenskan. Von dort wechselte er 1968 nach England zum FC Fulham, ehe er nur kurze Zeit später zum Schweizer Klub FC Monthey weiterzog, wo er bis zu seinem Karriereende aktiv war.
Beim FC Monthey trat Lennartsson als Spielertrainer 1974 seine erste Trainerstelle an. 1975 kehrte er in seine Heimat zurück und übernahm das Traineramt bei seinem Heimatklub ÖSK. Nachdem er die Mannschaft in der Spielzeit 1976 noch auf den fünften Tabellenrang der schwedischen Eliteserie führen konnte, befand man sich ab der folgenden Saison im Abstiegskampf. Nach dem Abstieg 1978 verließ er den Verein und ging zum Erstligaaufsteiger IFK Sundsvall, den er zwei Spielzeiten betreute.
1980 folgte Lennartsson einem Angebot des Svenska Fotbollförbundet und übernahm die Leitung der schwedischen U21-Auswahl. Diese betreute er bis 1985, ehe er den Trainerposten bei der Olympiaauswahl übertragen bekam. Mit der Mannschaft qualifizierte er sich für die Olympischen Spiele 1988. Parallel zum Traineramt bei der Auswahl übernahm er 1988 zudem den Trainerposten beim norwegischen Zweitligisten Viking F.K. als Nachfolger von Svein Kvia. In der Gruppenphase des olympischen Fußballturniers konnte die mit Spielern wie Martin Dahlin, Anders Limpar oder Jan Hellström gespickte Mannschaft ungeschlagen vor der bundesdeutschen Olympiamannschaft den ersten Platz belegen, scheiterte jedoch im Viertelfinale nach Verlängerung an der italienischen Olympiaauswahl. Nach Ende des Turniers verließ Lennartsson den Verband und konzentrierte sich auf seine Arbeit beim Verein. Diesen führte er zurück in die erste Liga und 1989 zum Pokalsieg. 1990 kehrte er in die Verbandsarbeit zurück und übernahm parallel zu seiner Arbeit bei Viking F.K. beim Norges Fotballforbund die Betreuung der U21-Auswahl Norwegens.
Trotz des Gewinns des norwegischen Meistertitels und der Auszeichnung mit dem Kniksenprisen als Trainer des Jahres beendete Lennartsson 1991 beide bisherigen Tätigkeiten und wurde bei Viking F.K. von Arne Larsen Økland und bei der U21-Mannschaft von seinem bisherigen Assistenten Nils Johan Semb beerbt. Neue Trainerstation wurde der SK Brann, wo er als Assistent von Karl Gunnar Björklund arbeitete.
1993 kehrte Lennartsson nach Schweden zurück und übernahm das Traineramt beim BK Forward in seiner Heimatstadt Örebro. Mit dem Klub belegte er in drei Spielzeiten jeweils hintere Plätze in der zweitklassigen Division 1. Daher folgte er 1995 einem Ruf aus Dänemark und übernahm die Betreuung des Lyngby FC in der Superliga. In drei Jahren erreichte er mit dem Klub Plätze im Mittelfeld der Liga. Nach Ende seines Vertrages 1998 wurde über ein Engagement bei Standard Lüttich spekuliert, nachdem er in den Jahren zuvor von Feyenoord Rotterdam oder von Helsingborgs IF umworben worden war. Im Oktober beerbte er John Ward als Trainer bei Bristol City in der First Division, wurde aber nach Saisonende wieder durch Tony Pulis ersetzt.
2000 kehrte Lennartsson als Nachfolger von Poul Erik Andreasen zu Viking F.K. zurück. Unter seiner Leitung wurde der Klub in den folgenden beiden Spielzeiten Dritter der Liga und gewann 2001 den norwegischen Pokal. Im UEFA-Pokal 2002/03 konnte die Mannschaft in der ersten Runde überraschen, als der FC Chelsea nach einer 1:2-Auswärtsniederlage im Hinspiel durch einen 4:2-Erfolg im Rückspiel aus dem Wettbewerb rausgeworfen wurde. In der zweiten Runde scheiterte der Klub am spanischen Vertreter Celta Vigo und Lennartsson gab im Anschluss seinen Abschied bekannt.
Im April 2003 kehrte Lennartsson als Trainer nach Dänemark zurück und übernahm als Nachfolger des geschassten Søren Kusk den Trainerposten bei Viborg FF in der Superliga. Er unterschrieb einen Vertrag bis zum Ende der Spielzeit, um dem Klub zum Klassenerhalt zu verhelfen. Unter seiner Leitung schaffte der Klub, der vorher im gesamten Saisonverlauf nur fünfmal gewinnen konnte, sechs Siege und beendete mit sieben Punkten Vorsprung auf einen Abstiegsplatz die Saison.
Lennartsson beendete daraufhin seine Trainerkarriere und zog nach Frankreich. Er kehrte zum Svenska Fotbollförbundet zurück und arbeitete für den Verband als Spion für die Qualifikationsspiele der schwedischen Nationalmannschaft. Im September 2007 gab er dem Werben des norwegischen Klubs IK Start, der sich im Abstiegskampf befand und Trainer Stig Inge Bjørnebye entlassen hatte, nach und übernahm mit Alexander Axén als Assistenten das Traineramt. Jedoch verpasste er mit der Mannschaft als Tabellenvorletzter das Ziel und der Verein stieg in die Zweitklassigkeit ab. Dennoch waren die schwedischen Vereine GAIS und Örebro SK, als Nachfolger von Patrick Walker und der Übergangslösung Urban Hammar, an einer Verpflichtung des Duos interessiert.
Anfang August 2009 kehrte Lennartsson erneut auf die Trainerbank zurück, da ihn der abstiegsbedrohte GAIS bis zum Ende der Allsvenskan-Spielzeit 2009 als Ko-Trainer von Axén verpflichtete. Nach dem geglückten Klassenerhalt gab er am Ende des Jahres das Amt auf. Im Mai des folgenden Jahres holte ihn Sven-Göran Eriksson in den Trainerstab der Nationalmannschaft der Elfenbeinküste. Mit der Auswahlmannschaft scheiterte er in der Vorrunde der Weltmeisterschaft 2010 trotz eines 2:0-Erfolges gegen die nordkoreanische Nationalmannschaft als Gruppendritter hinter Brasilien und Portugal.

## Erfolge
- Kniksenprisen als Trainer des Jahres: 1991, 2000
- Norwegischer Meister: 1991
- Norwegischer Pokalsieger: 1989, 2001